# Socialisation (fascisme)
 (août 2009).
Si vous disposez d'ouvrages ou d'articles de référence ou si vous connaissez des sites web de qualité traitant du thème abordé ici, merci de compléter l'article en donnant les références utiles à sa vérifiabilité et en les liant à la section « Notes et références ».
Le terme de socialisation dans le contexte du fascisme est une doctrine économique et politique d'avant-guerre (époque de la montée des fascismes italiens et allemands entre autres) et qui aurait été selon ses partisans la « troisième voie », celle opposée aux deux grands systèmes économiques du XXe siècle : le capitalisme et le communisme, en ce qui concerne l'économie et sur ses réflexions sur les conséquences sociales. 

## Historique
Cette théorie économique, dont on ne retrouve pas la mise en œuvre en raison des événements de la Seconde Guerre mondiale, a été préparée et fournie dans le document-programme du Manifeste de Vérone, adopté le 14 novembre 1943, lors de la première Assemblée nationale du Parti fasciste républicain (PFR, ex Parti national fasciste), alors à la tête de la nouvelle République sociale italienne (ou « République de Salò »).
Pour cette raison, la socialisation est considérée comme typique de la doctrine économique du fascisme, comme celle du tout premier fascisme et purement fondée sur la doctrine corporatiste contenue dans la Charte du Travail. 
La base de la théorie de la « socialisation » est l'absence totale d'employés, ou de toute entité productive appartenant de façon égale à tous ses employés (dans des systèmes respectivement capitalistes ou communistes). La production devient donc une entité appartenant à une personne ou une société de personnes auxquels elle est confiée. Par ailleurs, la théorie socialisante se rapproche de la doctrine capitaliste car elle prévoit le droit à la propriété privée, la liberté d'initiative économique, le respect de la loi de la demande et de l'offre et enfin la libre concurrence. 
La socialisation, à la différence de la collectivisation communiste, n'est pas mise en œuvre au moyen d'une révolution, mais par le biais d'une interdiction légale du travail salarié. La hiérarchie et la division des bénéfices des entreprises aurait été décidée dans ce modèle par tout corps électoral participant à l'entreprise, se rapprochant ainsi du corporatisme. 
L'application intégrale de la socialisation était prévue pour le mois d'avril 1945, mais le premier acte de politique du Comitato di Liberazione Nazionale, issu de la résistance fut, après la défaite du fascisme dans le nord de l'Italie, l'abrogation du décret-loi sur la socialisation (25 avril 1945).

## La Charte de Vérone: les exigences règlementaires de la socialisation
Le Manifeste de Vérone, programme de la socialisation dans la « Charte » déclarait que la base de la République de la doctrine sociale et économique du PFR est le travail (article 9) ; que la propriété privée, le produit du travail et de l'épargne doivent être garanti (article 10). La nationalisation touche tout ce qui est d'intérêt collectif (article 11). Les entreprises seraient règlementées et serait initiée la collaboration entre les travailleurs et les travailleuses ; par ailleurs la distribution des bénéfices et la fixation du salaire seraient obligatoires (article 12). Dans l'agriculture les terres non cultivées ou mal gérées pourraient faire l'objet d'une expropriation et d'une réaffectation pour les ouvriers et les coopératives agricoles (article 13). Le Conseil national pour la population aurait eu pour objectif de fournir un logement à tous les citoyens (article 15). Il prévoit enfin la création d'un syndicat de travailleurs requis qui aurait réuni toutes les catégories socioprofessionnelles (article 16).